# New British Cinema
Unter dem Begriff New British Cinema werden innovative Strömungen im britischen Kino in den 1980er und 1990er Jahren zusammengefasst. Sie sind geeint in dem Bemühen, die gesellschaftlichen Entwicklungen in Großbritannien seit der Thatcher-Ära zu analysieren und zu kritisieren. Dabei reicht die Bandbreite von realistisch inszenierten Sozialdramen und Komödien über Historienfilme bis hin zu experimentell beeinflusstem Arthouse-Kino.

## Geschichte
Als Startpunkt des New British Cinema wird Hugh Hudsons mit oscarprämierter Film Die Stunde des Siegers aus dem Jahr 1981 angesehen. 1982 lenkte zudem Richard Attenboroughs Film Gandhi die Aufmerksamkeit auf das britische Kino. Nachdem die 1970er-Jahre im britischen Kino von einer Dominanz der US-amerikanischen Filmindustrie geprägt waren und eine eigene Handschrift britischer Filmemacher kaum zu erkennen war, betraten zu Beginn der 1980er-Jahre eine Reihe junger Persönlichkeiten den Filmbereich. Neben Absolventen von Filmhochschulen wie Julien Temple, Bill Forsyth und Michael Radford waren dies Künstler, die vom Theater oder vom Fernsehen kamen (etwa Mike Leigh, Ken Loach, Stephen Frears oder David Hare) oder sich mit anderen Bereichen der Kunst wie Malerei (Derek Jarman, Peter Greenaway) oder Literatur (Neil Jordan) beschäftigt hatten. Diese Filmemacher bekamen vorrangig durch das Fernsehen, insbesondere den neu gegründeten Sender Channel 4, die Möglichkeit, erste Filmerfahrungen zu sammeln.
Erst in den 1990er-Jahren löste sich das New British Cinema endgültig von der Abhängigkeit vom Fernsehen, nachdem unter John Majors Regierung die National Lottery neue Finanzierungsmöglichkeiten für Filme geschaffen hatte. Die Verbitterung der Filme aus der Thatcherzeit löste sich in den späten 1990er-Jahren durch das offenere Klima unter Tony Blair. Weiterhin boten die Filme aber einen genauen und kritischen Blick auf die gesellschaftlichen Verhältnisse, oft aber mit einer optimistischeren Perspektive wie in Brassed Off – Mit Pauken und Trompeten (Mark Herman, 1997) oder in Ganz oder gar nicht (Peter Cattaneo, 1997). Filme wie Trainspotting (Danny Boyle, 1996) können als Beleg genommen werden, dass die Nachwirkungen des Thatcherismus wie Karrieredenken und Konsumfetischismus bis ins neue Jahrtausend wirken und vom britischen Kino in der Tradition des New British Cinema analysiert und reflektiert werden.

## Merkmale
Das New British Cinema ist keine in sich geschlossene Filmbewegung. Die zu ihm gezählten Filme haben weder erzählerische noch stilistische Gemeinsamkeiten und speisen ihre Zugehörigkeit nur aus der grundsätzlichen Ablehnung der politischen, gesellschaftlichen und wirtschaftlichen Auswirkungen des  neoliberalen Thatcherismus. Einerseits wurden Erzähltraditionen des britischen Films fortgeführt und erneuert, etwa das Sozialdrama oder die britische Komödie, andererseits wurden mit den Heritage Films die Fragen britischer Identität in die Vergangenheit projektiert und mit den Art House Movies nach neuen Wegen ästhetischer Ausdrucksmöglichkeiten gesucht.

### Sozialdramen und Komödien
Filme wie Mein wunderbarer Waschsalon (Stephen Frears, 1985) sind kennzeichnend für die Behandlung der zeitpolitischen Situation im New British Cinema. Mit Ironie und den Mitteln der Komödie werden typische Konfliktsituationen der Thatcher-Zeit und ihre Auswirkungen auf das Private aufgezeigt, in diesem Fall Aspekte des Karrierestrebens, des alltäglichen Rassismus und der sexuellen Orientierung. Oft stehen Protagonisten aus der Arbeiterklasse im Mittelpunkt der Filme, etwa in Mike Leighs Meantime (1983) oder Hohe Erwartungen (1988) oder in Ken Loachs Riff-Raff (1991). Gesellschaftliche Minderheiten werden ebenso thematisiert wie die Konflikte der Zeit, etwa der Nordirlandkonflikt in Filmen wie Angel – Straße ohne Ende (Neil Jordan, 1982), Cal (Pat O’Connor, 1984) oder Geheimprotokoll (Ken Loach, 1990).

### Heritage-Filme
Die Heritage-Filme befassen sich mit der englischen Vergangenheit, mit den Standesstrukturen und den Wertesystemen vergangener Epochen. Oft malerisch und dekorativ inszeniert, Landschaftsmotive in den Vordergrund stellend, begeben sich diese Filme auf die Suche nach nationaler Identität, untersuchen die Brüche in der oftmals verherrlichten, durch Puritanismus geprägten Vergangenheit und versuchen die Brücken zu aktuellen Problemen zu schlagen. Zu diesen Filme zählen Marek Kanievskas Another Country (1984), James Ivorys Hitze und Staub (1982) und Zimmer mit Aussicht (1986), sowie David Leans Reise nach Indien (1985). Viele dieser Filme beruhen auf Romanen von Edward Morgan Forster.

### Arthouse-Filme
Filmemacher, die vom Experimentalfilm her kamen, etablierten sich zunehmend im Spielfilmsektor. Sie lehnten die vorherrschende Mainstream-Ästhetik ab und schufen artifizielle Filmwelten, gespeist aus außerfilmischen Künsten. Die gesellschaftliche Kritik wurde in von Subjektivität geprägten, traumartigen Bildern verschlüsselt. Peter Greenaway bereitete mit Der Kontrakt des Zeichners (1982) den Weg für diese Filmrichtung. Derek Jarman beschäftigte sich mit Filmen wie The Angelic Conversation (1985) mit dem britischen Kulturerbe, namentlich den Werken Shakespeares. Weitere Regisseure dieser Filmrichtung sind Terence Davies (Entfernte Stimmen, Stilleben, 1988) und  Neil Jordan (Die Zeit der Wölfe, 1986).